# Aaron Wolf
Aaron Wolf (japonès: ウルフ・アロン)  (Katsushika, Japó, 25 de febrer de 1996) és un judoka japonès que competeix en la categoria de pes semi pesat (actualment -100 Kg). Ha participat en 1 Olimpíada, guanyant la medalla d'or en la prova individual de -100 Kg i la medalla de plata en la prova d'equips mixt, als Jocs Olímpics de Tòquio 2020. A més, ha guanyat 2 medalles (1 d'or) en els Campionats del Món i 1 medalla d'or en els Campionats d'Àsia.

## Trajectòria professional
| Jocs Olímpics     | Jocs Olímpics | Jocs Olímpics | Jocs Olímpics |
| Any               | Seu           | Posició       | Categoria     |
| ----------------- | ------------- | ------------- | ------------- |
| 2020              | Tòquio        | 1             | -100 Kg       |
| 2020              | Tòquio        | 2             | Equips mixt   |
| Campionat del Món |               |               |               |
| 2017              | Budapest      | 1             | -100 Kg       |
| 2018              | Bakú          | 5a posició    | -100 Kg       |
| 2019              | Tòquio        | 3             | -100 Kg       |
| Campionat d'Àsia  |               |               |               |
| 2021              | Bixkek        | 1             | -100 Kg       |
| 2023              | Hangzhou      | 5a posició    | -100 Kg       |